# Campionati europei di tuffi 2012 - Team event
Il Team event degli Europei 2012 è stato disputato il 15 maggio 2012. Hanno preso parte alla gara 8 coppie di atleti di sesso opposto, ciascuno dei quali ha eseguito 6 tuffi a testa. La gara era stata disputata a scopo dimostrativo a Budapest 2010 e Torino 2011 ed è diventata un evento ufficiale in questa edizione.

## Medaglie
| Posizione | Paese   | Atleti                          |
| --------- | ------- | ------------------------------- |
| Oro       | Francia | Audrey Labeau Matthieu Rosset   |
| Argento   | Ucraina | Olena Fedorova Oleksandr Bondar |
| Bronzo    | Russia  | Nadežda Bažina Artëm Česakov    |

## Classifica
| Pos. | Nazione       | Atleti                          | Punti  |
| ---- | ------------- | ------------------------------- | ------ |
|      | Francia       | Audrey Labeau Matthieu Rosset   | 416.50 |
|      | Ucraina       | Olena Fedorova Oleksandr Bondar | 387.85 |
|      | Russia        | Nadežda Bažina Artëm Česakov    | 384.30 |
| 4    | Germania      | Nora Subschinsky Sascha Klein   | 378.35 |
| 5    | Bielorussia   | Alena Khamulkina Vadzim Kaptur  | 340.30 |
| 6    | Gran Bretagna | Rebecca Gallantree Thomas Daley | 327.90 |
| 7    | Italia        | Noemi Batki Michele Benedetti   | 325.85 |
| 8    | Paesi Bassi   | Cindy Hertogs Joey van Etten    | 307.90 |

## Fonti
- (EN)  Omegatiming.com,  Risultati[collegamento interrotto]